# 압력 감응형 소재
별도의 센서 없이 소재에 가해지는 압력을 전기 신호 형태로 변환하는 기술이다.

## 상세
차량의 발열 시트 폼(foam) 내부에 적용되어, 시트에 닿는 탑승자의 체형 부위만 정확하게 발열 시켜 주는 기술로, 현대자동차와 기아가 개발했다.
사용된 소재는 튜브 모양 구조의 탄소 집합체 '탄소 나노 튜브(Carbon Nano Tube, CNT)'로, 가볍고 튼튼하며 전기전도도 및 열전도도가 뛰어나다. 따라서 인체에 의해 시트 폼 소재가 압축되면 탄소 나노 튜브의 접촉이 증가해 저항이 줄어들고 전류량이 늘어나, 해당 부위에 발열이 발생하는 원리를 활용했다. 필요한 부위만 발열시킴으로써 소비전력을 절감하고, 전동화 차량에는 추가 주행거리를 확보할 수 있다.
해당 소재를 특수 용액에 균일하게 분산시켜 스펀지와 같은 시트 폼에 코팅하는 공정 기술 역시 개발했다. 시트 폼의 유연한 물리적 성질을 유지할 수 있도록 용액을 최대한 얇게 코팅하는 동시에 반복되는 마찰에도 성능을 유지하는 내구성이 확보되는 기술이다.

## 같이 보기
기아
현대자동차
현대자동차그룹